# Pakistanische Cricket-Nationalmannschaft in Südafrika in der Saison 2020/21
Die Tour der pakistanischen Cricket-Nationalmannschaft nach Südafrika in der Saison 2020/21 fand vom 2. bis zum 16. April 2021 statt. Die internationale Cricket-Tour war Bestandteil der Internationalen Cricket-Saison 2020/21 und umfasste drei ODIs und vier Twenty20s. Die ODIs waren Teil der ICC Cricket World Cup Super League 2020–2022. Pakistan gewann die ODI-Serie 2–1 und die Twenty20-Serie 3–1.

## Vorgeschichte
Beide Mannschaften spielten zuvor eine Tour gegeneinander in Pakistan, bei der Pakistan die Test-Serie 2–0 und die Twenty20-Serie 2–1 gewann.

## Stadien
Die folgenden Stadien wurden für die Tour als Austragungsort vorgesehen.
| Stadion           | Stadt        | Kapazität | Spiele                   |
| ----------------- | ------------ | --------- | ------------------------ |
| Centurion Park    | Centurion    | 22.000    | 1. & 3. ODI; 3. & 4. T20 |
| Wanderers Stadium | Johannesburg | 34.000    | 2. ODI; 1. & 2. T20      |

## Kaderlisten
Pakistan benannte seinen Kader am 17. März 2021.
Südafrika benannte seinen Kader am 18. März 2021.
| ODI | ODI | Twenty20 | Twenty20 |
| Südafrika | Pakistan | Südafrika | Pakistan |
| --- | --- | --- | --- |
| - Temba Bavuma (K) - Junior Dala - Quinton de Kock (wk) - Daryn Dupavillon - Beuran Hendricks - Heinrich Klaasen - Keshav Maharaj - Sisanda Magala - Janneman Malan - Aiden Markram - David Miller - Wiaan Mulder - Lungi Ngidi - Anrich Nortje - Andile Phehlukwayo - Kagiso Rabada - Tabraiz Shamsi - Lutho Sipamla - JJ Smuts - Rassie van der Dussen - Kyle Verreynne - Lizaad Williams | - Babar Azam (K) - Shadab Khan (VK) - Abdullah Shafique - Asif Ali - Danish Aziz - Faheem Ashraf - Fakhar Zaman - Haider Ali - Hasan Ali - Imam-ul-Haq - Mohammad Hasnain - Mohammad Nawaz - Mohammad Rizwan (wk) - Mohammad Wasim - Haris Rauf - Sarfaraz Ahmed (wk) - Saud Shakeel - Shaheen Afridi - Usman Qadir | - Heinrich Klaasen (K) - Temba Bavuma (K) - Daryn Dupavillon - Bjorn Fortuin - Beuran Hendricks - Reeza Hendricks - George Linde - Wihan Lubbe - Sisanda Magala - Janneman Malan - Aiden Markram - Wiaan Mulder - Andile Phehlukwayo - Dwaine Pretorius - Migael Pretorius - Tabraiz Shamsi - Lutho Sipamla - Pite van Biljon - Rassie van der Dussen - Kyle Verreynne (wk) - Lizaad Williams | - Babar Azam (K) - Shadab Khan (VK) - Arshad Iqbal - Asif Ali - Danish Aziz - Faheem Ashraf - Fakhar Zaman - Haider Ali - Haris Rauf - Hasan Ali - Mohammad Hafeez - Mohammad Hasnain - Mohammad Nawaz - Mohammad Rizwan (wk) - Mohammad Wasim - Sarfaraz Ahmed (wk) - Shaheen Afridi - Sharjeel Khan - Usman Qadir |

## One-Day Internationals

### Erstes ODI in Centurion
| 2. April Scorecard | Centurion | Südafrika 273-6 (50)           | – | Pakistan 274-7 (50) |
|                    |           | Pakistan gewinnt mit 3 Wickets |   |                     |

Pakistan gewann den Münzwurf und entschied sich als Feldmannschaft zu beginnen. Als Spieler des Spiels wurde Barbar Azam ausgezeichnet.

### Zweites ODI in Johannesburg
| 4. April Scorecard | Johannesburg | Südafrika 341-6 (50)          | – | Pakistan 324-9 (50) |
|                    |              | Südafrika gewinnt mit 17 Runs |   |                     |

Pakistan gewann den Münzwurf und entschied sich als Feldmannschaft zu beginnen. Als Spieler des Spiels wurde Fakhar Zaman ausgezeichnet.

### Drittes ODI in Centurion
| 7. April Scorecard | Centurion | Südafrika 320-7 (50)         | – | Pakistan 292 (49.3) |
|                    |           | Pakistan gewinnt mit 28 Runs |   |                     |

Südafrika gewann den Münzwurf und entschied sich als Schlagmannschaft zu beginnen. Als Spieler des Spiels wurde Barbar Azam ausgezeichnet.

## Twenty20 Internationals

### Erstes Twenty20 in Johannesburg
| 10. April Scorecard | Johannesburg | Südafrika 188-6 (20)           | – | Pakistan 189-6 (19.5) |
|                     |              | Pakistan gewinnt mit 4 Wickets |   |                       |

Südafrika gewann den Münzwurf und entschied sich als Feldmannschaft zu beginnen. Als Spieler des Spiels wurde Mohammad Rizwan ausgezeichnet.

### Zweites Twenty20 in Johannesburg
| 12. April Scorecard | Johannesburg | Pakistan 140-9 (20)             | – | Südafrika 141-4 (14) |
|                     |              | Südafrika gewinnt mit 6 Wickets |   |                      |

Pakistan gewann den Münzwurf und entschied sich als Schlagmannschaft zu beginnen. Als Spieler des Spiels wurde George Linde ausgezeichnet.

### Drittes Twenty20 in Centurion
| 14. April Scorecard | Centurion | Südafrika 203-5 (20)           | – | Pakistan 205-1 (18) |
|                     |           | Pakistan gewinnt mit 9 Wickets |   |                     |

Pakistan gewann den Münzwurf und entschied sich als Feldmannschaft zu beginnen. Als Spieler des Spiels wurde Barbar Azam ausgezeichnet.

### Viertes Twenty20 in Centurion
| 16. April Scorecard | Centurion | Südafrika 144 (19.3)           | – | Pakistan 149-7 (19.5) |
|                     |           | Pakistan gewinnt mit 3 Wickets |   |                       |

Pakistan gewann den Münzwurf und entschied sich als Feldmannschaft zu beginnen. Als Spieler des Spiels wurde Faheem Ashraf ausgezeichnet.

## Statistiken
Die folgenden Cricketstatistiken wurden bei dieser Tour erzielt.

### One-Day Internationals
| ODIs                  | ODIs       | ODIs    | ODIs    | ODIs    | ODIs    | ODIs    | ODIs    | ODIs    |
| Batting               | Batting    | Batting | Batting | Batting | Batting | Batting | Batting | Batting |
| Spieler               | Mannschaft | Spiele  | Innings | Runs    | Average | HS      | 100s    | 50s     |
| --------------------- | ---------- | ------- | ------- | ------- | ------- | ------- | ------- | ------- |
| Fakhar Zaman          | Pakistan   | 3       | 3       | 302     | 100,66  | 193     | 2       | 0       |
| Barbar Azam           | Pakistan   | 3       | 3       | 228     | 76,00   | 103     | 1       | 1       |
| Rassie van der Dussen | Südafrika  | 2       | 2       | 183     | 183,00  | 123*    | 1       | 1       |
| Imam-ul-Haq           | Pakistan   | 3       | 3       | 132     | 44,00   | 70      | 0       | 2       |
| Temba Bavuma          | Südafrika  | 3       | 3       | 113     | 37,66   | 92      | 0       | 1       |
| Bowling               |            |         |         |         |         |         |         |         |
| Spieler               | Mannschaft | Spiele  | Overs   | Wickets | Average | BBI     | 5W      | 10W     |
| Anrich Nortje         | Südafrika  | 2       | 20.0    | 7       | 16,28   | 4/51    | 0       | 0       |
| Haris Rauf            | Pakistan   | 3       | 29.0    | 7       | 24,42   | 3/54    | 0       | 0       |
| Shaheen Shah Afridi   | Pakistan   | 3       | 29.3    | 6       | 32,33   | 3/58    | 0       | 0       |
| Andile Phehlukwayo    | Südafrika  | 3       | 24.0    | 5       | 32,00   | 2/56    | 0       | 0       |
| Mohammad Nawaz        | Pakistan   | 1       | 7.0     | 3       | 11,33   | 3/34    | 0       | 0       |
| Keshav Maharaj        | Südafrika  | 1       | 10.0    | 3       | 15,00   | 3/45    | 0       | 0       |

### Twenty20s
| Twenty20            | Twenty20   | Twenty20 | Twenty20 | Twenty20 | Twenty20 | Twenty20 | Twenty20 | Twenty20 |
| Batting             | Batting    | Batting  | Batting  | Batting  | Batting  | Batting  | Batting  | Batting  |
| Spieler             | Mannschaft | Spiele   | Innings  | Runs     | Average  | HS       | 100s     | 50s      |
| ------------------- | ---------- | -------- | -------- | -------- | -------- | -------- | -------- | -------- |
| Babar Azam          | Pakistan   | 4        | 4        | 210      | 52,50    | 122      | 1        | 1        |
| Aiden Markram       | Südafrika  | 4        | 4        | 179      | 44,75    | 63       | 0        | 3        |
| Mohammad Rizwan     | Pakistan   | 4        | 4        | 147      | 73,50    | 74*      | 0        | 2        |
| Janneman Malan      | Südafrika  | 4        | 4        | 127      | 31,75    | 55       | 0        | 1        |
| Heinrich Klaasen    | Südafrika  | 4        | 4        | 110      | 36,66    | 50       | 0        | 1        |
| Bowling             |            |          |          |          |          |          |          |          |
| Spieler             | Mannschaft | Spiele   | Overs    | Wickets  | Average  | BBI      | 5W       | 10W      |
| Anrich Nortje       | Südafrika  | 2        | 20.0     | 7        | 16,28    | 4/51     | 0        | 0        |
| Haris Rauf          | Pakistan   | 3        | 29.0     | 7        | 24,42    | 3/54     | 0        | 0        |
| Shaheen Shah Afridi | Pakistan   | 3        | 29.3     | 6        | 32,33    | 3/58     | 0        | 0        |
| Andile Phehlukwayo  | Südafrika  | 3        | 24.0     | 5        | 32,00    | 2/56     | 0        | 0        |
| Mohammad Nawaz      | Pakistan   | 1        | 7.0      | 3        | 11,33    | 3/34     | 0        | 0        |
| Keshav Maharaj      | Südafrika  | 1        | 10.0     | 3        | 15,00    | 3/45     | 0        | 0        |

## Auszeichnungen

### Player of the Series
Als Player of the Series wurden der folgende Spieler ausgezeichnet.
| Serie    | Player of the Series |
| -------- | -------------------- |
| ODI      | Fakhar Zaman         |
| Twenty20 | Barbar Azam          |

### Player of the Match
Als Player of the Match wurden die folgenden Spieler ausgezeichnet.
| Spiel       | Player of the Match |
| ----------- | ------------------- |
| 1. ODI      | Barbar Azam         |
| 2. ODI      | Fakhar Zaman        |
| 3. ODI      | Barbar Azam         |
| 1. Twenty20 | Mohammad Rizwan     |
| 2. Twenty20 | George Linde        |
| 3. Twenty20 | Barbar Azam         |
| 4. Twenty20 | Faheem Ashraf       |